# Sontou
Sontou ist eine Stadt und ein Arrondissement im Departement Borgou im westafrikanischen Staat Benin. Es ist eine Verwaltungseinheit, die der Gerichtsbarkeit der Kommune Pèrèrè untersteht.

## Demografie und Verwaltung
Laut der Volkszählung 2013 des beninischen Statistikamtes INSAE hatte das Arrondissement 7737 Einwohner, davon waren 3912 männlich und 3825 weiblich.
Von den 61 Dörfern und Quartieren der Kommune Pèrèrè entfallen sechs auf Sontou:
1. Alafiarou
2. Bani-Peulh
3. Bonrou
4. Bonrou-Gando
5. Gbamon
6. Sontou